# Moleta de la Sila
La Moleta de la Sila és una muntanya de 108 metres que es troba al municipi de Benifallet, a la comarca catalana del Baix Ebre.